# NGC 6670
NGC 6670 ist ein interagierendes Galaxienpaar im Sternbild Drache am Nordsternhimmel, das schätzungsweise 396 Millionen Lichtjahre von der Milchstraße entfernt ist. Die beiden Zentren der Galaxien sind rund 50.000 Lichtjahre voneinander entfernt.
Das Objekt wurde am 31. Juli 1886 von dem US-amerikanischen Astronomen Lewis A. Swift entdeckt.